# Rejsen til det ukendte
|  | Denne artikel er oprettet af botten Steenthbot ud fra en ekstern database. Den kan derfor have sproglige fejl eller mangler. Denne skabelon kan fjernes efter kontrol af indholdet. |

Rejsen til det ukendte er en dansk dokumentarfilm fra 1960 instrueret af Jens Bjerre.

## Handling
Jens bjerre film fra Afrika, hvor vi følger ham i Namib-ørkenen og på Skeletkysten syd for Angola.
Der er bl.a. scener fra Afrikas største vandfald, verdens største meteor på 70 tons, underjordiske søer og floder og klippemalerier og mystiske huler.